# Topola (przystanek kolejowy)
Topola – nieczynny wąskotorowy przystanek osobowy w Topoli Królewskiej, w gminie Łęczyca, w powiecie łęczyckim, w województwie łódzkim, w Polsce. Został otwarty na przełomie lat 1914 i 1915 razem z linią kolejową z Koryt do Ozorkowa Miasto.